# IJsland op de Olympische Winterspelen 1968
Tijdens de Olympische Winterspelen van 1968, die in Grenoble (Frankrijk) werden gehouden, nam IJsland voor de zesde keer deel.
De alpineskiër Kristinn Benediktsson nam als eerste IJslander voor de derde keer deel aan de winterspelen.

## Deelnemers en resultaten
Achter de namen staat tussen haakjes bij meervoudige deelname het aantal deelnames.

### Alpineskiën
| Olympiër                  | Discipline       | Resultaat | Prestatie                           |
| ------------------------- | ---------------- | --------- | ----------------------------------- |
| Kristinn Benediktsson (3) | reuzenslalom (m) | 69e       | 4.08,87 (+39,59)                    |
| Kristinn Benediktsson (3) | slalom (m)       | dnq       | niet geplaatst voor finalewedstrijd |
| Reynir Brynjólfsson       | reuzenslalom (m) | 67e       | 4.05,31 (+36,03)                    |
| Reynir Brynjólfsson       | slalom (m)       | dnq       | niet geplaatst voor finalewedstrijd |
| Björn Olsen               | reuzenslalom (m) | 72e       | 4.16,60 (+47,32)                    |
| Björn Olsen               | slalom (m)       | dnq       | niet geplaatst voor finalewedstrijd |
| Ivar Sigmundsson          | reuzenslalom (m) | 68e       | 4.05,86 (+36,58)                    |
| Ivar Sigmundsson          | slalom (m)       | dnq       | niet geplaatst voor finalewedstrijd |

Argentinië · Australië · Bondsrepubliek Duitsland · Bulgarije · Canada · Chili · Denemarken · Duitse Democratische Republiek · Finland · Frankrijk · Griekenland · Groot-Brittannië · Hongarije · IJsland · India · Iran · Italië · Japan · Joegoslavië · Libanon · Liechtenstein · Marokko · Mongolië · Nederland · Nieuw-Zeeland · Noorwegen · Oostenrijk · Polen · Roemenië · Sovjet-Unie · Spanje · Tsjecho-Slowakije · Turkije · Verenigde Staten · Zuid-Korea · Zweden · Zwitserland